# Misumena spinigaster
Misumena spinigaster là một loài nhện trong họ Thomisidae.
Loài này thuộc chi Misumena. Misumena spinigaster được Cândido Firmino de Mello-Leitão miêu tả năm 1929.